# 仓斯升
仓斯升，河南中牟人，是一名清朝政治人物。
仓斯升曾于1818年接替宋如林任松江府知府一职，1821年由王惟諴接任。